# ابیکس

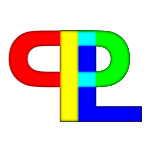
ابیکس

زبان برنامه‌نویسی ابیکس یک زبان برنامه نویسی با مشخصه‌های اصلی زیر است:
- زبان برنامه‌نویسی سطح بالا
- شی گرا
- قابل حمل
- متن‌باز

کامپایلر ابیکس گسترش یافتهٔ Java binaries است که قابل اجرا روی JVM است، بنابراین برنامه‌هایی که با ابیکس نوشته شده قابل اجرا روی هر پایگاهی که جاوا را ساپورت می‌کند، است. مانند Mac Os X، Linux، Unix، windows.
ابیکس یک نرم‌افزار قابل استفاده برای عموم زیر نظر مجوز AGPL است.

## اهداف
ابیکس برای دست یافتن به اهداف زیر طراحی شد:
1. ارائهٔ نرم‌افزاری با قابلیت اطمینان بیشتر
2. افزایش بهره وری توسعه دهنده
3. ساده کردن فرایند توسعهٔ نرم‌افزار

مهم‌ترین واصلی‌ترین هدف، کمک به نوشتن نرم‌افزارهایی با قابلیت اطمینان بیشتر است. این هدف با اجرای مرتب خاصیت مؤثر زیر قابل دستیابی است.
هر خطای کدی باید هر چه سریعتر آشکار شود. بهتر است در زمان کامپایل یا در غیر این صورت در زمان اجرا کشف و آشکار شود.
ابیکس ترکیب منحصربه‌فردی از خطاهای قابل پیش‌گیری را یکی کرده‌است:
1. contract programming
2. یکپارچه کردن unit testing
3. ویژگی دوباره تعریف کردن child type
4. تایپ ایستا
5. اشیا به صورت پیش فرض تغییر ناپذیرند
6. مقدار void (Null) به صورت پیش فرضغیر قابل استفاده است.
7. Generic Type بدون وجود جای پاک شدگی در زمان اجرا
8. وجود نداشتن type conversions مجازی
9. همه چیز یک شی است.

## پیوستگی با جاوا
ابیکس و کد جاوا می‌توانند با هم در یک برنامه باشند برای مثال ممکن است:
1. پیوستگی سورس کد جاوا با سورس کد ابیکس
2. صدا زدن یک کد جاوا از یک کد Obix، وبالعکس
3. استفاده از فایل‌های .jar و .class در برنامه‌های ابیکس
4. پیوستگی نرم‌افزارهایی که با زبان‌های مبتنی بر جاوا نوشته شده‌اند. مثل: scala، JRuby

## توسعهٔ محیط
توسعهٔ محیط یکپارچهٔ ابیکس ابزارهای خطوط فرمان را برای مدیریت پروژه‌های نرم‌افزار را فراهم می‌کند. همچنین حمایت‌های ویژه‌ای را برای ساده‌سازی وظایف عادی فراهم می‌کند:

## نوشتن خطوط فرمان
نوشتن برنامه‌های web با استفاده از JSP